# Zelus
Trong thần thoại Hy Lạp, Zelus hoặc Zelos (/ˈziːləs/; tiếng Hy Lạp cổ đại: Ζῆλος Zēlos, nghĩa đen: 'zeal') là daimon tượng trưng cho sự cống hiến, sự thi đua, sự ganh đua háo hức, sự đố kỵ, sự ghen tị và lòng nhiệt thành. Từ "zeal" trong tiếng Anh có nguồn gốc từ tên của Zelus. Tương đương trong La Mã cổ đại là Invidia.

## Gia đình
Zelus là con trai của Pallas (Titan) và Styx (Oceanid). Anh chị em của ông là Nike, Kratos và Bia.

## Thần thoại

### Titanomachy
Zelus cùng với anh chị em của mình là những người thi hành có cánh, những người đứng trước ngai vàng của Zeus và trở thành một phần tùy tùng của ông.